# Okane ga nai
Okane ga nai (お金がないっ? lett. "Non ho soldi"), in inglese tradotto col titolo di No Money, è un manga yaoi scritto da Shinozaki Hitoyo e disegnato da Kousaka Tohru e pubblicato a partire dal 2002. Ne è stato tratto anche un Drama-CD e un OAV in quattro episodi nel 2007.
Yukiya è uno studente universitario. L'unico parente che gli è rimasto, suo cugino Tetsuo, ne tradisce la fiducia mettendolo letteralmente in vendita in un'asta pubblica per saldare con la malavita i numerosi debiti da lui contratti. La contrattazione, tutta al rialzo, finisce col vedere il ragazzo acquistato da Somuku per la cifra di ben 120 milioni di yen: l'uomo lo fa perché ricorda ancora il giovane dopo 4 anni, quando da perfetto sconosciuto è stato da lui aiutato in una situazione difficile (ferito e abbandonato in un vicolo viene soccorso proprio da Yukiya). Ora vuole tenere Yukiya vicino a sé, utilizzando il "ricatto" costituito dal debito di 120 milioni per forzarlo a vivere in casa sua. Siccome il diciottenne è ancora uno studente e quindi non ha ancora né un lavoro né entrate stabili, è costretto a vendere il suo corpo all'uomo che l'ha comprato all'asta, scalando 500 000 yen dal debito per ogni volta che si concede a lui. Anche se all'inizio apparirà un po' anomalo al giovane dover baciare un altro uomo.

## Personaggi
Somuku Kanou

Somuku ha appena comprato Yukiya

26 anni. Imprenditore che gestisce una società finanziaria a Shinjuku. È stato salvato da Yukiya 4 anni prima (anche se questi se n'è dimenticato): in uno scontro di mafia gli uccisero il padre lasciando lui ferito e mezzo morto per strada. Al fine di permetter a Yukiya di saldar il debito di 120 milioni, lo ha costretto a stipular un contratto: gli scalerà 500 000 yen per ogni volta che faranno l'amore (nel contempo c'è però anche un interesse del 10% che scatta ogni 10 giorni) insieme.
Ha difficoltà a trasmetter i suoi veri sentimenti verso l'esterno, a causa del suo carattere autoritario e perennemente imbronciato, del suo senso dell'umorismo assolutamente incomprensibile, ma anche della sua intima riluttanza ad accettare per sé stesso una relazione durevole con Yukiya. Autoritario, possessivo e molto geloso, vieta a chiunque d'avvicinarsi a Yukiya senza il suo esplicito permesso; lo fa uscire malvolentieri perfino ogni volta che questi deve andare a scuola. Cerca inizialmente di conquistar il ragazzo con la forza, la sopraffazione o addirittura coi maltrattamenti; ma più passa il tempo e si sviluppa in profondità il loro rapporto, eccolo ingentilirsi, diventando anche premuroso ed affettuoso. È letteralmente conquistato dall'ingenuità di Yukiya e finirà col riuscir ad esprimer l'affetto esattamente come fa il ragazzo, cioè appassionatamente e senza ritegno alcuno.
Rendendosi pienamente conto d'aver iniziato la loro relazione decisamente col piede sbagliato (lo ha posseduto con la forza subito dopo l'asta), cerca di attrarlo a sé in vari modi, con alterni risultati: ad esempio scioglie ogni debito di Tetsuo nei suoi confronti (proprio come gli aveva insistentemente pregato di fare il cugino), gli compra dei vestiti nuovi, gli permette di frequentar costosissimi corsi estivi all'università, ed infine anche di trovarsi un lavoro attraverso cui cercar d'aver un proprio spazio autonomo. Il suo motto è la perseveranza porta sempre al successo. Un uomo senza scrupoli, capace di uccidere senza esitazione chiunque gli intralci il cammino.
Yukiya Ayase
18 anni, magro, capelli castano chiari tendenti al biondo e grandi occhi azzurri. Ha perso entrambi i genitori in tenera età ed ha avuto un'infanzia estremamente solitaria. Delicato e molto ingenuo, trova difficoltà a comunicare come gli altri ed ha avuto fin da piccolo problemi di socializzazione, non sapendo mai bene come sia meglio esprimere i propri sentimenti ed opinioni. Tuttavia è ben in grado di lottare per ciò in cui crede veramente, senza risparmiarsi; ha la tendenza a star in disparte e non esporsi quando si trova in compagnia. Vive da solo (dopo la morte anche della nonna) in un mini-appartamento in mezzo a vicini indiscreti: questo fino a quando Somuku non lo ha costretto in un autentico stato di schiavitù sessuale. Ha indubbiamente qualcosa di femmineo in sé, tanto da scatenar le voglie virili di Homare; a scuola aveva un fan club di compagne e compagni tutti perdutamente innamorati di lui. Anche se non mai ha avuto dei veri amici.
Ha inoltre un notevolissimo talento a finire nei guai, questo soprattutto a causa del fatto che non si rende minimamente conto della sua innata e fortissima capacità di attrarre sessualmente gli uomini, soprattutto quelli più grandi di lui, ma non solo, in qualsiasi luogo si trovi. Lui è confuso circa i suoi veri sentimenti nei confronti di Somuku; col tempo cercherà di modificare sempre più la sua personalità per diventar una persona un po' più estroversa e socievole. Il suo motto è si può andar lontano solo facendo un passo alla volta. Si aspetta naturalmente sempre il meglio dalle persone.
Tetsuo Ishi
Primo cugino di Yukiya, 20 anni, è colui che lo ha venduto all'asta, tradendo così tutti i legami familiari e di sangue, per cercar di ripagare i suoi debiti. Dal momento che è profondamente e quasi arcaicamente egoista, non è capace di valutar con attenzione le conseguenze delle sue azioni sugli altri. Aveva perduto in alcuni casinò del paese gestiti dalla yakuza svariati miliardi di yen, fatto questo che gli creò svariati problemi, fino a che non pensò di sdebitarsi parzialmente utilizzando il bel corpo del cugino.
Rikako Ishi
Madre di Tetsuo e zia di Yukiya.
Homare e Misao Kuba
Due gemelli venticinquenni che lavorano alle dipendenze di Somuku come tuttofare; prima di lavorare per lui facevano i ladri. Homare è il primogenito e riesce a comprendere i sentimenti ed emozioni del padrone di più di quanto riesca a fare il fratello. Homare dimostra inoltre d'esser fortemente attratto da Yukiya: se ne è reso chiaramente conto dopo averlo salvato da un tentativo di stupro subito da un compagno di facoltà. Tuttavia si autocensura, impedendo a sé stesso d'esprimer compiutamente i suoi veri sentimenti, per senso di fedeltà nei confronti del padrone (che sa anch'egli innamorato di Yukiya) ma anche per timore delle ritorsioni che di certo si attirerebbe se solo provasse a farsi avanti col ragazzo. Fa la guardia del corpo al ragazzo quando questi si trova al college, e per aiutarlo finisce anche per disobbedire a certe regole imposte dal padrone.
Homare prende comunque sempre apertamente le difese di Yukiya, incoraggiandolo al contempo ad esser più deciso nei confronti di Somuku. Verso il finale Homase riesce finalmente a confessare il suo amore per Yukiya, ricevendone però una risposta ambigua, non definitiva. Misao invece non sembra prestar alcun'attenzione od interesse di fronte alle relazioni incrociate dei vari personaggi, compreso quelle riguardanti il fratello. Una possibile spiegazione riguardo a questa inusuale freddezza di sentimenti può esser trovata quando vien rivelato che Misao riesce a vedere sul volto degli altri solo un'unica espressione fissa.
Non v'è alcuna maniera per poter distinguere fisicamente i due, solo nel manga il vestito di Misao risulta esser leggermente più scuro: Homaru ha la passione per le automobili mentre Misao ama il cibo.
Kaoruko Someya
Ventiquattrenne Okama (travestito maschio effeminato), amico d'infanzia di Somuku; siccome i rispettivi padri sono sempre stati grandi amici, il loro rapporto è fraterno. Possiede un Okama Bar ed attualmente impiega Yukiya come aiutante part-time in cucina. Prova un forte sentimento d'affetto nei confronti del padre, anche se non è certo stato aiutato da lui quando si è scoperto essere un Okama. Dice di amare tutte le cose belle e fa sempre del suo meglio per cercar di migliorar i rapporti tra Somuku e Yukiya, ad esempio regalando a Somuku un libro intitolato: Come prendersi cura del proprio animaletto. È una sorta di consigliere ufficiale per la coppia; dice sempre che Somuku è troppo rude e spigoloso ed intercede spesso con lui a favore di Yukiyu. Si riferisce volentieri a Somuku con l'appellativo di Danna-Signore, un modo molto informale per riferirsi al proprio marito. È l'unico che riesce a far venir fuori il vero carattere di Soumako.
L'oggetto più costoso che possiede è un kimono dalle lunghe maniche costato più di tre milioni di yen.
Toranosuke Gion
Ventiduenne ma già professore di scienze al college, è un autentico genio che s'è laureato in appena un anno; lavora part-time come cameraman. Anche se si rivolge a Somuku chiamandolo oniichan ("fratello maggiore") egli non è legato da alcuna parentela di sangue con lui. Ama registrare e collezionare video porno e la prima volta che ha visto Yukiyu l'ha scambiato per una ragazza, tanto dolce e luminoso era il suo viso. Nonostante sia spesso maltrattato, anche pesantemente, da Somuku, egli continua incessantemente a dimostrar nei suoi confronti un atteggiamento cordiale e condiscendente, non avendo affatto paura di provocarlo e prenderlo in giro quando capita, tanto per saggiarne le reazioni. Ha infine sviluppato una particolar predilezione amichevole nei confronti di Yukiyo, essendogli particolarmente grato per aver addolcito in maniera sensibile la spietata ed aggressiva personalità di Somuku. Il suo maggior tesoro è una macchina fotografica del valore di quattrocentomila yen, mentre il suo sogno nel cassetto è quello di registrare un video porno con Somuku e Yukiyo come unici protagonisti.
Naotoshi Hayashida
Un concorrente finanziario di Somuku e proprietario del locale chiamato Akushi. Cerca spesso di contrastar Somuku, ma finisce poi sempre col soccombere: questo non fa che aumentar l'odio che prova nei suoi confronti.
Kaoru Someya
Padre di Kaoruko, è un caro amico d'infanzia del padre di Somuku e sente anche quest'ultimo molto vicino a sé, quasi fosse pure lui figlio suo. Ha perdonato il suo terzo figlio di essere un Okama e tende, quando s'incontrano, a far con lui la parte più del maestro che quella del padre. È inoltre una delle poche persone che possano parlar senza peli sulla lingua a Somuku, esprimendo apertamente e senza timore tutto quello che pensa. Un uomo esteriormente riuscito, ma nell'interiorità palesemente fallito.
Eishou Mizoguchi
Un uomo innamorato di Ayase, sogna ogni notte le sue androgine fattezze ed il suo petto scarno; è sulla quarantina, anche se sembra molto più giovane. È il designer dell'appartamento di Somuku e colui che sceglie per ogni occasione l'abbigliamento più appropriato suo e di Ayase.
Takaaki Tokigawa
20 anni, conoscente di Yukiyo all'università, ma non hanno mai veramente legato. Fin dai tempi del liceo gli scatta fotografie di nascosto, ha una vera e propria ossessione nei suoi confronti, fin da quando lo vide in una recita scolastica abbigliato da principessina. Ad un certo punto arriverà a rapirlo ed imprigionarlo all'interno di casa sua, ma il suo intento verrà sventato da Somuku e dai gemelli.
Jun Lida
18 anni, il primo amico di Yukiya al college. Ama talmente tanto il compagno di università che non sopporta l'idea di vederlo sempre assieme ad Homare. Sapendo che vive con un altro uomo più grande di lui e con il quale ha dei rapporti sessuali, tenta anche lui d'approfittarne.
Kazunobo Yamaguchi
20 anni. Protettore di Yamato fin da quando era un bambinetto dell'asilo, e viene chiamato dall'amico "Bocchan" (-giovane maestro). Risulta esser sempre a conoscenza dei fatti un po' prima che questi accadano, forse per la sua spiccata intelligenza e notevole capacità intuitiva
Yamato Takanobashi
frequenta ancora le elementari, anche se per l'aspetto sembra già un adolescente fatto. Figlio di uno yakuza, uno dei collaboratori del padre di Soumaku, con cui ha un rapporto un po' problematico; più tardi Yukiyo gli farà comprender quanto in realtà suo padre lo ami. Finirà con l'innamorarsi di Yukiyo, giurando che diventerà più forte e bello di Soumuku per lui.

## Differenze tra Manga e OAV

### 1º episodio
Somuku è il miglior offerente ad un'asta molto particolare che si svolge al riparo da sguardi indiscreti; è riuscito ad acquistare Yukiyu e se lo porta a casa. Il ragazzo è preoccupato per quanto avrebbe potuto accadere al cugino Tetsuo, ma Somuku cerca di convincerlo che non vale troppo la pena preoccuparsi per lui: iniziano a litigare e tutto finisce con una violenza sessuale di Somuku nei confronti di Yukiyo. Il ragazzo prega l'uomo di lasciarlo andare, ma questi lo ricatta, gli chiede: "Hai tu i soldi da rifondermi per quello che io ho sborsato per te all'asta?". Gli propone un accordo, per cui ogni volta che vorrà fare l'amore con lui gli condonerà 500 000 yen.
Quella sera, al ritorno dal lavoro, Somuku si accorge che il ragazzo ancora traumatizzato dalla violenza subita non ha neppur il coraggio d'avvicinarglisi. Si rende conto che ha la febbre alta, non esita quindi un istante ed inizia a preparargli qualcosa da mangiare, poi lo fa coricare sul letto e gli rimbocca le coperte amorevolmente. Yikiyo scorge i tagli che Somuku si è fatto alle dita col coltello (difatti non è affatto bravo in cucina) a causa della fretta di preparargli la cena; gliene è silenziosamente grato. Il supo atteggiamento impaurito e ritroso nei confronti dell'uomo sembra iniziar a distendersi e sciogliersi. Una telefonata di Tetsuo al cugino, che gli chiede di tornar al casinò

### 2º episodio
Somuku e Yukiyo sono all'interno dell'Akushi casinò di proprietà di Naotoshi. Viene proposto a Somuku di restituir il ragazzo in cambio d'una somma addirittura maggiore di quella che ha sborsato precedentemente; egli rifiuta sprezzantemente. Allora Naotoshi lo sfida alla roulette russa, chi vince si terrà il ragazzo tutto per sé: Somuku mostra il suo sprezzo per il pericolo e la morte. Naotoshi e i suoi scagnozzi, colpiti profondamente da questo fatto, lo lasciano andare via portandosi dietro Yukiyo.
A casa Somuku propone a Yukiyo di formare assieme a lui una famiglia, almeno per prova. Fino a che il ragazzo non abbia estinto il suo debito; intanto gli addebita un interesse del 10% ogni 10 giorni. Yukiyo fa il conto di quante volte debba ancora concedersi sessualmente a Somuku prima d'esser libero d'andarsene; sono davvero moltissime.
Kaoriko va a trovare Somumu e gli porta in dono un libriccino intitolato: "Come addomesticare il proprio animaletto di compagnia". È sicuro che con l'aiuto di questa guida Somuku riuscirà a sottometter completamente a sé Yukiyo. Somuku comincia ad aver qualche scrupolo nei confronti del ragazzo e decide di copulare con lui solo da ubriaco, così da non appesantir ulteriormente con la sua coscienza sobria la già fragile determinazione e coraggio del ragazzo. Inoltre lui stesso non avrà così nessun obbligo o dovere sentimentale nei suoi confronti. Ma mentre stanno avendo un ennesimo rapporto sessuale a Somuku sfuggono delle parole d'apprezzamento verso la bontà e bellezza di Yukiyo. Il ragazzo ne rimane profondamente affascinato.

### 3º episodio
Yukiyo si è appena fatto il bagno e sta pensando alla sua attuale situazione, e al modo di esprimersi violento di Somuku durante l'amore. Gli viene da piangere, dicendo fra sé e sé che non può in alcun modo continuare in tale maniera: non è assolutamente capace di fare l'amore con qualcuno solamente per soldi, è troppo triste. Somuku porta Yukiyo in un albergo, da un amico di nome Toranosuke. Gli viene offerto un lavoro, lui dovrà riprenderli mentre copulano insieme, un autentico film a luci rosse insomma. Toranosuke inizialmente rifiuta perché, secondo lui, non dovrebbe mai esserci sesso senza amore e a quanto gli è dato di vedere Yukiyo proprio non lo ama. Ma dietro le minacce di Somuku finisce per accettare e va a cercar la sua troupe. L'uomo torna dal ragazzo e lo informa di ciò che ha intenzione di fare, avvisandolo che se quella pellicola dovesse poi circolar tra gli studenti della sua università lui, Yukiyo, ne risulterebbe completamente rovinato e con la reputazione distrutta. Inaspettatamente Yukiyo bacia ed abbraccia Somuku pregandolo tra le lacrime di non registrare il filmato. Somuku, commosso nel veder il bel viso di Yukiyo scosso dai singhiozzi, decide di tornare sui suoi passi: non farà più registrare quel video, a condizione che il ragazzo si calmi e si tranquillizzi. Infine lascia la stanza per permettere a Yukiyo di dormire in santa pace da solo.
Yukiyo è ancora più confuso, non riesce a capire perché tutto ad un tratto Somuku si comporti con lui in un modo tanto gentile. Ad un tratto bussano alla porta, lui corre ad aprire felice credendo sia Somuku ed invece viene aggredito da due "gorilla" e portato via. Si troverà in compagnia di Toranosuke, anche lui rapito dagli stessi uomini. Poco dopo Somuku appare con una grossa valigia per salvar i due giovani amici, viene umiliato dal capobanda e costretto a mettersi in ginocchio davanti a lui, se non vuole che il suo amichetto biondino si ritrovi prima ancora di potersene accorgere con la gola tagliata. In un momento di distrazione dei carcerieri, Toranosuke riesce a liberarsi dalle corde che lo imprigionavano e a portar in salvo Yukiyo. Così Somuku può finalmente divertirsi a far piazza pulita dei cattivi. Alla fine aprono la valigia e vi ci trovano una ragazza.

### 4º episodio
Per salvare Yukiyo Somuku era pronto ad utilizzare come "merce di scambio" quella ragazzina, che risulterà essere la figlia del politico che aveva organizzato il rapimento di Ayase, Mika. Usciti fortunosamente illesi anche da quest'avventura, Yukiyo inizia a sentir l'effetto del farmaco che gli era stato somministrato contro il suo volere dopo il rapimento; si sente infatti tutto il corpo sensibile al minimo contatto, estremamente eccitato. Scusandosi per aver creato senza volere tutto quel pasticcio Somuke lo accompagna a casa, lo mette a letto e s'appresta ad andarsene. Ma Yukiyo o afferra per un polso implorandolo di rimanere lì con lui: non prova più alcuna repulsione verso quell'uomo, anzi, a causa dell'affetto fortissimo che inizia a sentire nei suoi confronti scoppia a singhiozzare. Somuku lo consola cullandolo tra le sue braccia, dicendogli che non vale la pena di star tanto a rimuginar sul passato, quello che conta veramente è il presente, e semmai il futuro. Ammiccando sembra quasi voglia affermare che il massimo bene saranno tutti i prossimi rapporti sessuali che Yukiyo avrà con lui. Il giorno dopo Toranosuke porta un dolce in regalo a Yukiyo, al ragazzo piacciono molto a differenza che a Somuku che invece non sembra far altro dalla mattina alla sera che fumare Marlboro. Poi Somuku confessa apertamente tutto il suo amore per Yukiyo, in un modo talmente aperto e sincero da far arrossire violentemente il ragazzo. Toranosuke propone di registrare un bel video porno con loro due in azione, incoraggiandoli a darsi da fare e domandando sfacciatamente chi voglia prender l'iniziativa, ma Yukiya rifiuta nettamente. A questo punto cala il sipario.